# Cases Josep M. Martino
Cases Josep M. Martino és una obra del municipi de la Garriga (Vallès Oriental) inclosa en l'Inventari del Patrimoni Arquitectònic de Catalunya. Per llur composició són els primers edificis d'estil noucentista de La Garriga.

## Descripció
Edificis civils. Conjunt de tres cases unifamiliars. Cadascú dels habitatges es desenvolupa en planta baixa. Estan assentades damunt un sòcol de maçoneria concertada. A les façanes, totalment planes, destaquen unes piles en relleu coronades per una versió pròpia de capitell jònic. L'entaulament està corregut al llarg del perímetre de façanes. Coberta plana, com a remat hi ha una barana perimetral de fusta que a la part central de la façana que dona al passeig és d'obra a manera de frontó, alleugerit per una obertura el·líptica. Les llindes de les obertures són de mig punt i carpanell.